# Petr Drulák
Petr Drulák (* 16. září 1972) je český politolog, v letech 2004 až 2013 ředitel Ústavu mezinárodních vztahů, v letech 2014 až 2015 první náměstek ministra zahraničních věcí ČR, v letech 2017 až 2019 velvyslanec ČR ve Francii.

## Studium a akademická činnost
Od roku 1990 studoval na Vysoké škole ekonomické v Praze se zaměřením na mezinárodní obchod a v roce 1993 získal bakalářský titul. V roce 1994 pokračoval tamtéž inženýrským studiem mezinárodní politiky a filozofie, když předtím v mezidobí odešel studovat mezinárodní ekonomii a politiku na Antverpskou univerzitu. Po získání inženýrského titulu na VŠE v roce 1996 pokračoval doktorským studiem. V průběhu doktorského studia absolvoval roku 1997 letní školu na University of Michigan, v letech 1997–1998 studijní pobyty v Německu a roku 1999 měsíční studijní pobyt na postgraduálním institutu evropských studií Evropské kolegium v Bruggách. Doktorské studium završil v roce 2000 dizertací na téma Interpretace vzniku studené války.
Do roku 2004 působil na Fakultě mezinárodních vztahů VŠE jako asistent s výukou předmětů Tvorba zahraniční politiky a Teorie mezinárodních vztahů. Od září 2003 do ledna 2004 byl jako Jean Monnet Fellow na European University Institute ve Florencii. Následně v letech 2005 až 2012 působil na Institutu politologických studií a Institutu mezinárodních studií Fakulty sociálních věd jako docent a od roku 2012 jako profesor politologie. Na institutech FSV vyučoval předměty jako „Theory of International Relations I“, „Kapitoly z dějin zemí Beneluxu“ a „Metodologie výzkumu“. V rámci svého působení na Fakultě sociálních věd Univerzity Karlovy absolvoval roku 2013 tříměsíční studijní pobyt v Číně na China Foreign Affairs University v Pekingu a Tongji University v Šanghaji. V letech 2012–2013 byl také hostujícím profesorem na Diplomatic Academy v Jerevanu, kde vyučoval předmět „Introduction to international politics“ a v letech 2018–2020 pak na Pařížském institutu politických věd (SciencePo), kde vyučoval předmět „Diplomatic Practice“ V současné době (2025) vyučuje na katedře Politologie a mezinárodních vztahů na filozofické fakultě Západočeské univerzity v Plzni.

## Profesní kariéra a aktivity
Již během studia na Vysoké škole ekonomické založil českou sekci mladých evropských federalistů, v letech 1995–1996 byl i jejím předsedou. Jako student byl také v letech 1994–1997 výkonným ředitelem Rady pro mezinárodní vztahy a navázal tak spolupráci s Jiřím Dienstbierem.
Svou kariéru začal v roce 1998 v Ústavu mezinárodních vztahů, kam nastoupil na pozici výzkumného pracovníka. Následně působil v letech 2000–2001 jako vedoucí vědeckého oddělení, v letech 2000–2004 jako šéfredaktor časopisu Mezinárodní vztahy a v letech 2001–2004 jako zástupce ředitele. V letech 2004–2013 pak byl ředitelem Ústavu mezinárodních vztahů. Pod jeho vedením se stal Ústav mezinárodních vztahů významným pracovištěm v tomto oboru.
Od 7. února 2014 se stal 1. náměstkem ministra zahraničí Lubomíra Zaorálka, když v této pozici vystřídal Jiřího Schneidera. Ke konci června 2015 v této funkci skončil a stal se pak politickým tajemníkem ministerstva a ředitelem Kabinetu ministra, jehož úkolem byla příprava koncepčních materiálů k české zahraniční politice. Ke změně došlo přesně v době, kdy zákon o státní službě převedl státní úředníky z pracovního do služebního poměru a rozdělil ministerské náměstky na „politické“, zastupující ministra, a „odborné“, řídící konkrétní sekce. Politickým náměstkem člena vlády se pak stal Lukáš Kaucký. Ke konci srpna 2016 se rozhodl na Ministerstvu zahraničních věcí ČR skončit úplně.
Dne 23. února 2017 předal v Elysejském paláci v Paříži pověřovací listiny do rukou francouzského prezidenta Françoise Hollanda a stal se tak mimořádným a zplnomocněným velvyslancem České republiky ve Francii. Během této funkce se Drulákovi podařilo navrátit české občanství spisovateli Milanu Kunderovi, a to po bezmála 40 letech. Již v červnu 2018 byl však ze své funkce odvolán, a to po dohodě mezi premiérem Andrejem Babišem a prezidentem Milošem Zemanem, který si přál dosadit na pozici velvyslance svého přítele a mediálního manažera Michela Fleischmanna. Funkci vykonával až do prosince 2019, kdy jej nahradil právě Michel Fleischmann.
Na podzim roku 2022 úspěšně kandidoval v komunálních volbách do zastupitelstva města Hořovice za „Místní hnutí za harmonický rozvoj“.

## Názory
Petr Drulák byl nejprve uznávaným expertem v oblasti mezinárodní politiky, autorem mnoha odborných publikací. Později se vyprofiloval ve veřejného intelektuála zastávajícího nejprve spíše proevropské liberální pozice. Tyto pozice však začal v průběhu let více a více opouštět, až se stal kritikem liberalismu, progresivismu, Evropské unie a havlovského pojetí lidských práv. Společně s Janem Kellerem také formuloval směr konzervativní socialismus.
V roce 2007, když vrcholily spory o americký radar v Brdech a o Lisabonskou smlouvu, napsal do Hospodářských novin článek Dohodněte se o radaru i ústavě, v němž nabádal politiky, aby se dohodli na přijetí radaru i smlouvy, čímž by podpořili vazby s USA a zároveň upevnili pozici České republiky v Evropské unii. Podobný postoj k těmto tématům vyjádřil i v dalších komentářích.
Vedl také rozsáhlé polemiky s konzervativně-euroskeptickou částí ODS. Např. v listopadu 2007 na stránkách Lidových novin spor s Václavem Klausem o pojetí ekonomické a ekologické rovnováhy.
V dubnu 2009 ve svém článku v Lidových novinách kritizoval českou politickou elitu představovanou parlamentními stranami a vyzýval k jejímu nahrazení novou elitou po vzoru širokého hnutí typu Občanského fóra. Téhož roku vydal u nakladatelství Portál knihu Metafory studené války: interpretace politického fenoménu, kterou navázal na téma své dizertační práce.
V prosinci 2010 ve svém komentáři v Hospodářských novinách kritizoval internetový server WikiLeaks za publikaci amerických diplomatických dokumentů.
V prosinci 2012 vydal u Sociologického nakladatelství SLON knihu Politika nezájmu. Česko a Západ v krizi, v níž formuloval své kritické názory vůči české politice a navrhoval radikální změnu způsobu řízení země.
V roce 2014 už v pozici 1. náměstka ministra zahraničí vzbudil pozornost vymezením se vůči dosavadní lidskoprávní zahraniční politice, která dle jeho soudu byla příliš konfrontační, chybná a škodlivá. Podobně kriticky se vyjádřil i těsně před nástupem do funkce ve svém komentáři pro Deník Referendum.
V roce 2020 se na stránkách českých medií obhajoval závěry knihy Tajnosti levice. Od ideálu osvícenství k triumfu neomezeného kapitalismu, kterou napsal francouzský filozof Jean-Claude Michéa, kde tvrdí, že „Michéa důsledně sdílí Laschovu kritiku kapitalismu, kulturní konzervativismus i schopnost dívat na základní otázky společnosti zdola, tj. z perspektivy její chudší a slabší části. Snad se nedopustíme žádného násilí vůči jednomu či druhému, pokud je oba budeme považovat za představitele určitého konzervativního socialismu, který není ani liberální, ani komunistický“. Kritizoval kulturní (liberální) levici za opuštění sociální otázky a svých voličů a navrhoval návrat k češství jako způsobu nápravy problému dneška. Poukazoval na to, že normy, o kterých často věříme, že jsou univerzální, naopak standardem leckdy nejsou (lidská práva a jejich šíření po světě), a že motor hedónismu (globální neoliberální kapitalismus) není tak efektivní (globální finanční krize), jak kapitalističtí ideologové věřili. Profesor Drulák poukazuje na to, že je nutné znovu promyslet definici národa a vyvarovat se omylů porevolučních let: 
Ve sborníku Sametová budoucnost? uvedl, že bychom měli založit společnost na demokracii, češství a Evropě jako cestu jak nalézt nový vztah k Západu a k navrhnutí alternativy k liberálnímu kapitalismu (Drulák to nazývá socialismus očištěný od marxismu a liberalismu). Středem zájmů musí být obrana obyčejného člověka a jeho důstojnosti tak jak na počátku fungovala Polská Solidarita (obnovení přirozených vazeb mezi lidmi). Základní imperativ řešení musí být sociálně spravedlivý a měl by směřovat ke zmenšování nerovností. Neměla by být založena na neověřené utopii prováděné elitou. Uvádí, že k Západu se musíme naučit vztahovat politicky a nikoliv identitou…. Česko je součástí Západu, byť součástí nesamozřejmou. Lze hrát hru. Ve hře se vytváří silový vztah mezi Českem a západními partnery…. Hra pak spočívá v uplatňování vlastní definice světa a priorit, získávání výhod, přijetí ztrát, hledání kompromisů, účasti na kolektivním úsilí. Drulák upozorňuje na probíhající krizi liberálního státu v novém, pandemickém kontextu a s ohledem na budoucnost Evropy v rámci měnících se mezinárodních vztahů. Považoval soudržnost společnosti za základní kategorii. Náklady převodu na nízkouhlíkovou ekonomiku ponesou nižší a střední třídy, tedy hrozí další prohloubení nerovnosti, také digitalizace povede ke zvyšování nerovnosti. Drulák kritizoval média, jež selhávají a přispívají dle jeho mínění ke společenskému rozkladu.
Profesor Drulák se vyprofiloval jako významný kritik lidskoprávní zahraniční politiky, podle nějž „nemá o lidských právech v zahraniční politice smysl mluvit“.  Tvrdí, že se jedná o zhoubnou představu, kterou je třeba od základu odmítnout, protože „těžko bychom našli stát, který dokáže věrohodně prosazovat lidská práva, aby vyhověl jejich univerzalistické povaze a nepostupoval selektivně“. Kritizuje Havla a jeho pojetí lidských práv, za to že zdiskreditoval myšlenku všeobecně platných lidských práv a potvrdil, že jsou pouze nástrojem nátlaku proti rivalům, které je kontraproduktivní a přitom plané moralizování je neskutečně levné („Jediné, co na tom prosperuje, je náš vlastní morální exhibicionismus. A přesně to je to dědictví Havla, které je třeba odmítnout“). Tvrdí, že je nutné opustit lidská práva a navrátit „ochranu jednotlivce tam, kde až do sedmdesátých let byla, pod křídla svrchovaného státu. Stát musí uplatnit svoji svrchovanost především vůči hlavním nositelům lidskoprávní ideologie: mezinárodním organizacím, aktivistům a justici“. Cílem profesora Druláka je „obecný cíl, k nimž odvržení lidskoprávní ideologie směřuje: obnovu státu, který je potřeba k naplňování veřejného zájmu, obnovu svobody a demokracie, jež jsou oklešťovány soudci a aktivisty, obnovu humanitární solidarity zdiskreditované ideologizací a zamezení násilí, které lidská práva vyvolávají. Speciálně českým bonusem je překonání jedné zavádějící legendy a odhození zbytečné zahraničněpolitické zátěže“.
V roce 2021 vydal s kolegy knihu Budoucnost levice bez liberalismu, kde se pokoušel hlouběji analyzovat příčiny pádu levice a navrhnout její obrodu.
Mezi kontroverzní názory Druláka se řadí jeho názor na ruskou invazi na Ukrajinu. Drulák sice v případě ruské invaze na Ukrajinu označil režim Vladimira Putina za agresora, zároveň však v souladu s ruskou propagandou obviňoval Západ. Zejména Spojené státy podle něj odpovídají za pokračování války tím, že podporují Ukrajinu. Konflikt prý skončí, až Američané budou připraveni jednat s Ruskem o míru. Také vyhlížel výhru Donalda Trumpa v letošních amerických prezidentských volbách.
V lednu 2023 mu byla dána výpověď z Ústavu mezinárodních vztahů. Podle ředitele Ústavu mezinárodních vztahů výroky Druláka s propuštěním nesouvisí a instituce jen kvůli úsporám zrušila pozice několika výzkumníků. Sám Drulák ale krok označil za účelový. Z toho důvodu se taky Drulák obrátil na soud a ten výpověď zneplatnil. Ústav mezinárodních vztahů se proti rozhodnutí soudu odvolal. 

## Dílo
Odborné učebnice
- (2000) Tvorba a analýza zahraniční politiky. VŠE, Praha. Spoluautorka: Radka Druláková.
- (2003) Teorie mezinárodních vztahů. Praha: Portál.
- (2008) Jak zkoumat politiku: Kvalitativní metodologie v politologii a mezinárodních vztazích. Praha: Portál. Autor kapitol: „Úvod“, s. 9–13; „Epistemologie, ontologie a operacionalizace“, s. 14–28; „Analýza metafor“, s. 125–148; „Kvalitativní výzkum – standardy, rétorika a logika“, s. 227–240. Editovaná monografie.
- (2009) Encyklopedie mezinárodních vztahů. Praha: Portál. Editovaná monografie, hlavní editor Petr Kratochvíl.
- (2019) Metodologie výzkumu politiky. Praha: SLON. Editovaná monografie, hlavní editor Vít Beneš.

Výzkum politických metafor
- (2004) Metaphors Europe lives by: language and institutional change of the European Union. Working Paper, Department of Social and Political Sciences, Florence: European University Institute, EUI Working Paper SPS No. 2004/15.
- (2005) “Metaphors and Creativity in International Politics.“ Research Cluster ‘Discourse, Politics, Identity’ Working Paper No. 3/2005, Lancaster: Institute for Advanced Studies at Lancaster University.
- (2006) Motion, Container and Equilibrium: Metaphors in the Discourse about European Integration. European Journal of International Relations, vol. 12(4), 499–531.
- (2007) Figuring Out Europe: EU Metaphors in the Minds of Czech Civil Servants. Perspectives, 28, Summer 2007, 5–23, spoluautorka: Lucie Königová.
- (2009) Metafory studené války. Interpretace politického fenoménu. Praha: Portál.
- (2010) „Of Metaphors, Concepts and Reality: A Reply to Onuf“. Perspectives, vol. 18, No. 1, 77–86.
- (2015) Czech metaphors about Europe: Havel vs Klaus, Journal of International Relations and Development. 18(4). Spoluautor: Vít Beneš.

Česká zahraniční politika
- (2006) Záhada české zahraniční politiky, Lidové noviny, 25. 2. 2006
- (2008) Aussenpolitik in Ostmitteleuropa: Von Universalisten, Atlantikern, Europäern und Souveränisten. Osteuropa, vol. 58 (7), 139–152, spoluautoři: Michal Kořan, Jan Růžička.
- (2008) „Česká zahraniční politika mezi internacionalismem a atlantismem“ in: Michal Kořan a kol. (2008) Česká zahraniční politika v roce 2007. Analýza ÚMV. Praha: Ústav mezinárodních vztahů, 395–402.
- (2009) „Česká zahraniční politika v době počínajícího politického rozkladu“. In: Michal Kořan a kol. (2009) Česká zahraniční politika v roce 2008: analýza ÚMV. Praha : Ústav mezinárodních vztahů, 2009, s. 373–379.
- (2009)  „Proč nám nestačí splývat? Tři slepé uličky české diplomacie: Havel, Klaus, Vondra“, Lidové noviny, Orientace, s. 24.
- (2010) „Závěrem: Český nezájem se prosazuje“. In: Michal Kořan a kol. (2010) Česká zahraniční politika v roce 2009: analýza ÚMV. Praha: Ústav mezinárodních vztahů, 2010, s. 354–361.
- (2010) „Czech Foreign Policy: Ideologies, Prejudices and Co-ordination“ In: Michal Kořan et al. (2010) Czech Foreign Policy in 2007–2009. Analysis. Praha: Ústav mezinárodních vztahů, 371–384.

Ostatní díla
- (2012) Politika nezájmu: Česko a Západ v krizi. Praha: SLON.
- (2016) Umění, mystika a politické jednání. Praha: Novela Bohemica.
- (2019) Sametová budoucnost? Praha: Masarykova demokratická akademie. Autor kapitoly „Za socialistický Západ!“. Editovaná monografie, spolueditor Petr Agha.
- (2020) Budoucnost levice bez liberalismu. Praha: Masarykova demokratická akademie. Editovaná monografie, spolueditoři: Jan Keller, Matěj Stropnický, Ilona Švihlíková.

Překlady
- (1996) Yvan Vanden Berghe, Velké nedorozumění. Praha: Rada pro mezinárodní vztahy. Překlad z nizozemštiny.
- (2019) Jean-Claude Michéa, Tajnosti levice. Praha: Masarykova demokratická akademie. Překlad z francouzštiny.
- (2022) Alain de Benoist, Umírněná kritika suverenismu. In: Svrchovanost zprava i zleva. Praha: Dauphin Daniela Podhradského. Překlad z francouzštiny.